# Epimyrma adlerzi
Epimyrma adlerzi är en myrart som beskrevs av Douwes, Jessen och Alfred Buschinger 1988. Epimyrma adlerzi ingår i släktet Epimyrma och familjen myror. IUCN kategoriserar arten globalt som sårbar. Inga underarter finns listade i Catalogue of Life.